# Tinh vân tiền hành tinh

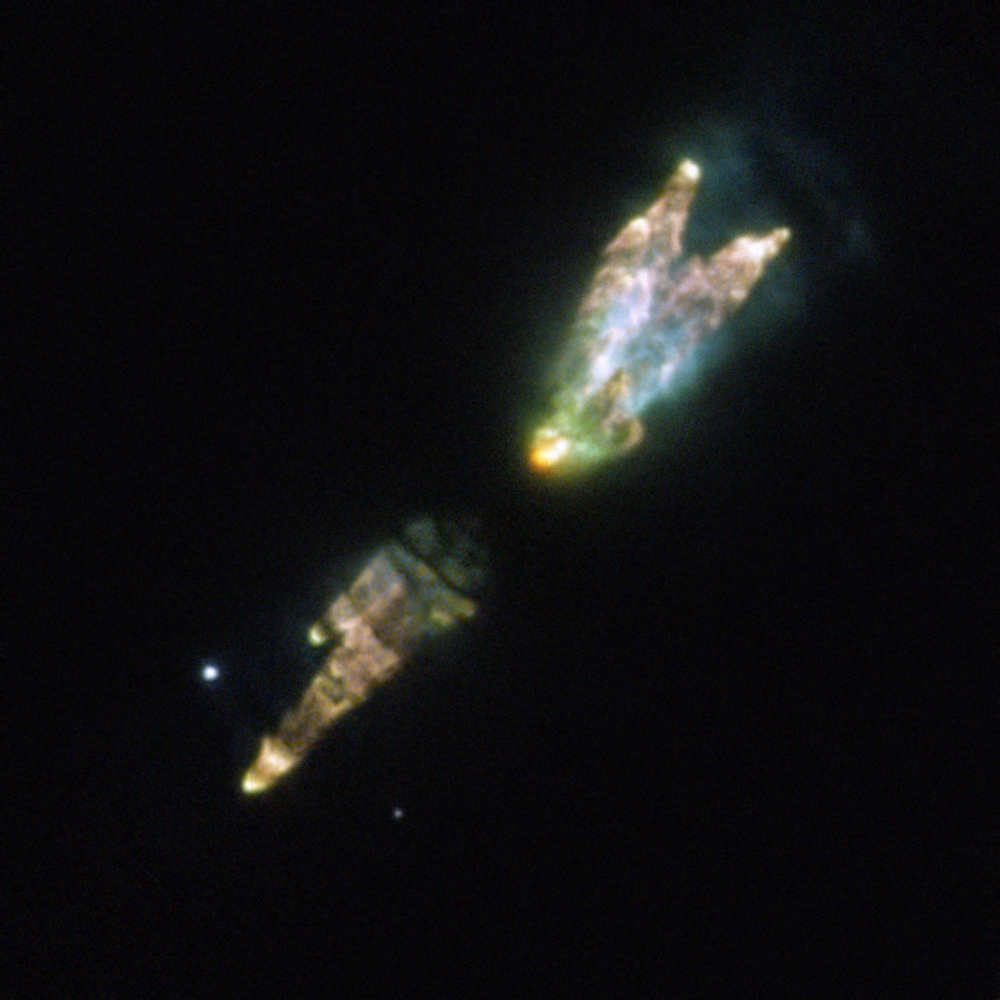
Tinh vân Westbrook, một tinh vân tiền hành tinh.

Tinh vân tiền hành tinh là một thiên thể tồn tại chóng vánh ở giai đoạn trước khi một ngôi sao tiến hóa từ pha cuối nhánh tiệm cận khổng lồ thành tinh vân hành tinh. Một tinh vân tiền hành tinh phát ra bức xạ hồng ngoại mạnh và nó là một loại tinh vân phản xạ. Đây là giai đoạn tiến hóa có độ sáng thấp áp chót trong vòng đời của các ngôi sao có khối lượng trung bình (1–8 M☉).

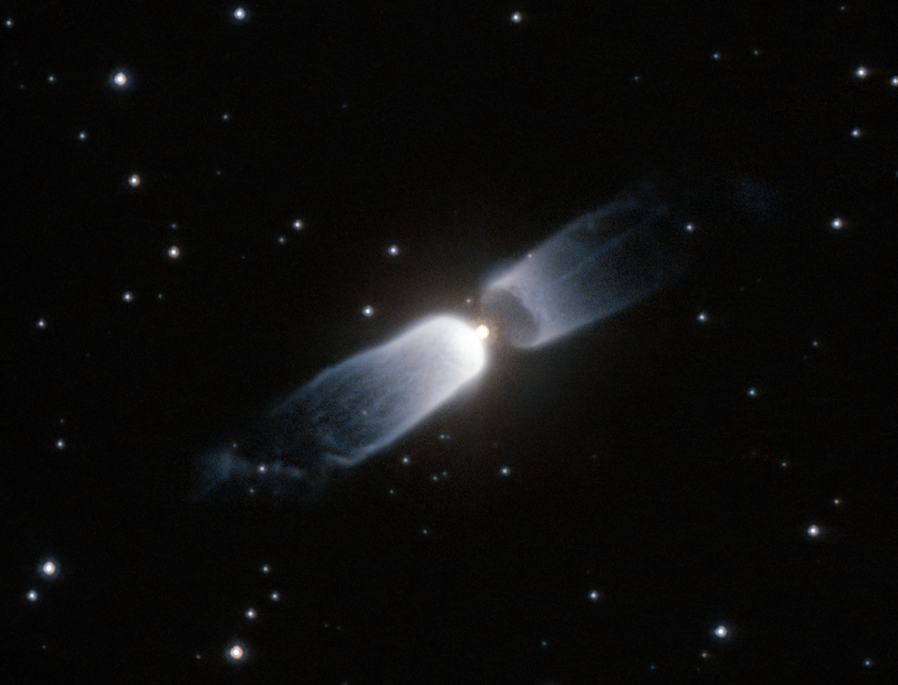
Tinh vân tiền hành tinh IRAS 13208-6020 được hình thành từ vật chất phóng ra của ngôi sao nằm ở trung tâm.

## Đặt tên
Cái tên tinh vân tiền hành tinh không phản ánh đúng bản chất vì nó đặt theo khái niệm trước đó là tinh vân hành tinh vốn đã được đưa vào sử dụng chính thức từ lâu, cũng như nó gây nhầm lẫn với khái niệm đĩa tiền hành tinh.
Trước đây, các nhà thiên văn học quan sát qua kính thiên văn và thấy những tinh vân hành tinh có vẻ ngoài giống các hành tinh khí trong Hệ Mặt Trời như Sao Hải Vương, Sao Thiên Vương, và đặt tên như vậy. Để tránh sự nhầm lẫn, một số nhà khoa học đã đề xuất gọi thiên thể này là tinh vân tiền sao tiệm cận khổng lồ.

## Tiến hóa

### Bắt đầu
Trong suốt pha cuối của giai đoạn nhánh tiệm cận khổng lồ, sự thất thoát vật chất làm giảm khối lượng của lớp vỏ hydro xuống khoảng 10−2 M☉ và khối lượng lõi là 0,60 M☉, khi đó ngôi sao sẽ bắt đầu tiến hóa về xanh trên biểu đồ Hertzsprung-Russell.
Khi lớp vỏ hydro tiếp tục giảm khối lượng xuống khoảng 10−3 M☉, lớp vỏ này sẽ bị phá vỡ đến gần như không thể giảm khối lượng thêm được nữa. Lúc này, nhiệt độ hiệu dụng của ngôi sao sẽ vào khoảng 5.000 K và nó được định nghĩa là đạt đến điểm cuối của giai đoạn tiệm cận khổng lồ để bắt đầu trở thành tinh vân tiền hành tinh.

### Giai đoạn tinh vân tiền hành tinh

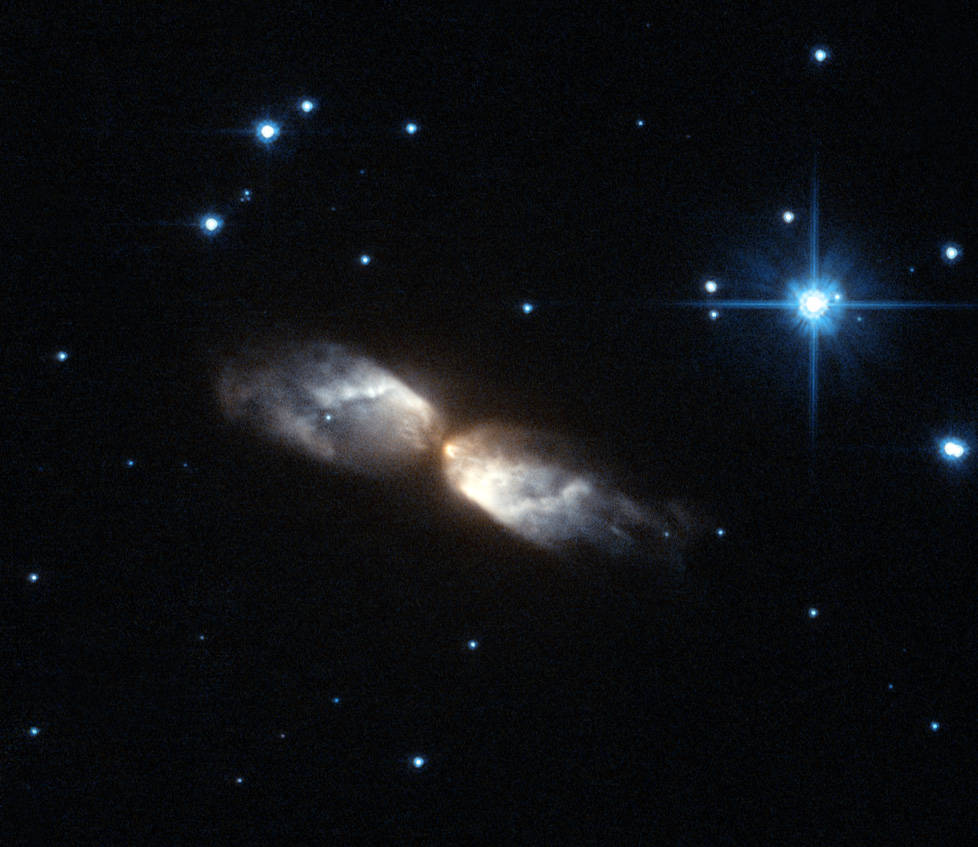
Tinh vân tiền hành tinh IRAS 20068+4051 được chụp bởi Máy ảnh Khảo sát Cao cấp Hubble.

Trong giai đoạn tinh vân tiền hành tinh, nhiệt độ hiệu dụng của ngôi sao trung tâm sẽ tiếp tục tăng do sự thất thoát vật chất của lớp vỏ, được gây ra bởi kết quả của quá trình đốt cháy lớp vỏ hydro. Ở giai đoạn này, ngôi sao trung tâm vẫn còn quá lạnh để ion hóa lớp vỏ xung quanh, lớp vỏ này đã bị phóng ra ngoài từ giai đoạn trước. Tuy vậy, ngôi sao dường như vẫn tạo ra những cơn gió sao theo phương đứng nhằm định hình và tạo xung kích cho lớp vỏ, gần như chắc chắn những cơn gió này sẽ cuốn theo vật chất từ giai đoạn tiệm cận khổng lồ để tạo ra gió phân tử nhanh.
Các quan sát và ảnh chụp độ phân giải cao từ năm 1998 đến 2001 chứng minh rằng giai đoạn tinh vân tiền hành tinh phát triển nhanh chóng sẽ định hình hình dạng của tinh vân hành tinh ở giai đoạn tiếp theo. Tại thời điểm trong hoặc ngay khi kết thúc giai đoạn tiệm cận khổng lồ, hình dạng đường bao thay đổi từ đối xứng gần như hình cầu sang đối xứng trục. Hình dạng nhận được lúc này được gọi là tinh vân lưỡng cực, là loại tinh vân có nhiều thùy và có xung kích hình cung giống các thiên thể Herbig–Haro. Những hình dạng này thậm chí xuất hiện ngay cả trong pha đầu của giai đoạn tiền hành tinh.

### Kết thúc

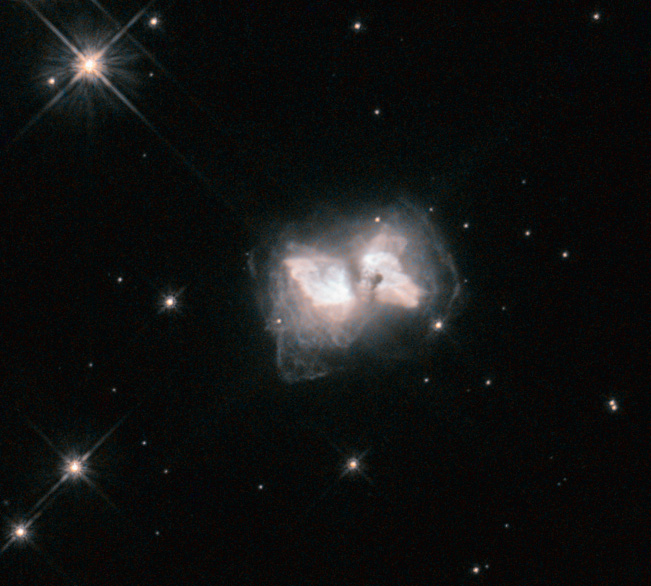
Tinh vân tiền hành tinh Roberts 22 trông như một con bướm trong môi trường liên sao.

Giai đoạn tinh vân tiền hành tinh sẽ tiếp tục diễn ra cho đến khi ngôi sao trung tâm đạt nhiệt độ khoảng 30.000 K và nó đủ nóng (tạo ra đủ bức xạ cực tím) để ion hóa tinh vân bao quanh sao (được tạo nên bởi khí được giải phóng ra ngoài) và nó trở thành một loại tinh vân phát xạ được gọi là tinh vân hành tinh. Quá trình này phải diễn ra trong vòng ít hơn 10.000 năm, nếu không thì mật độ của lớp bao quanh sao sẽ giảm xuống dưới ngưỡng mật độ tiêu chuẩn của tinh vân hành tinh là khoảng 100 trên cm³ và sẽ không có tinh vân hành tinh nào xuất hiện, trường hợp như vậy đôi khi được các nhà khoa học gọi vui là một "tinh vân hành tinh lười biếng".